# Bernhard Medrizer
Bernhard Medrizer SOCist (* vor 1500; † 27. Januar 1522 in Heiligenkreuz, Niederösterreich) war ein österreichischer Zisterzienser und Abt des Stiftes Heiligenkreuz.

## Leben
Medrizer wuchs vermutlich in Pfaffstätten auf. Am 1. Mai wurde er als Nachfolger von Michael Aigner zum Abt von Heiligenkreuz gewählt. Am 15. September 1515 erhielt er durch den Passauer Weihbischof und Generalvikar Bernhard Meurl von Leombach die Abtbenediktion. Aus gesundheitlichen Gründen resignierte er am 29. November 1519.